# استک اکسچنج
استک اکسچنج (در فارسی به معنی مبادله دسته‌ای، تبادل توده‌ای، رد و بدل کردن انبوه) شبکه‌ای از وب سایت‌های سؤال و جواب در موضوعاتی با زمینه‌های مختلف است که هر سایت در زمینه یک موضوع خاص است و پرسش‌ها، پاسخ‌ها، پرسش گران و پاسخ دهندگان مشمول فرایند اعطای اعتبار هستند. سایت‌های مختلفی با اهدافی شبیه استک اکسچنج به وجود آمده‌اند. مانند سایت ولفرام آلفا، کورا و …
معمولاً در سایت گوگل اگر سوالتان را با مهارت یعنی با کلمات درست و ساده و واضح بنویسید به احتمال زیاد در یافتن پاسخ گوگل کمک بزرگی خواهد کرد و شما را به صفحه پاسخ هدایت خواهد کرد. با این حال گاهی اوقات در زمینه‌های تخصصی به سؤال یا مشکلی برخورد می‌کنیم که در گوگل ممکن است به راحتی نتوانیم جواب بگیریم. در این موارد استفاده از سایت‌هایی نظیر استک اکسچنج برای طرح سؤال به درد خواهند خورد. 

## تاریخچه
در سال ۲۰۰۸، جف اتوود و جوئل اسپولسکی، سایت استک آورفلو، را که یک سایت پرسش و پاسخ در زمینه برنامه‌نویسی کامپیوتری بود پدیدآوردند. آن‌ها این سایت را به عنوان جایگزینی برای فروم برنامه‌نویس اکسپرت-اکسچنج معرفی کردند. در سال ۲۰۰۹، آن‌ها سایت‌های دیگری را بر اساس مدل استک آورفلو راه‌اندازی کردند.
در سپتامبر ۲۰۰۹، شرکت اسپولسکی، نرم‌افزار فاگ کریک، نسخه بتای پلتفرم ۱٫۰ استک اکسچنج را منتشر کرد.
در ماه می ۲۰۱۰، استک آورفلو به عنوان شرکت جدید خودش، در سرمایه‌گذاری خطرپذیر از یونین اسکوئر ونچرز و سایر سرمایه‌گذاران به مبلغ ۶ میلیون دلار دست یافت و تمرکزش را به توسعه سایت‌های جدید پاسخ سوالات در موضوعات خاص تغییر داد.

## ویژگی‌های سایت
هدف اصلی هر یک از سایت‌های استک اکسچنج، این است که کاربران قادر به نوشتن سوالات و جواب آن‌ها باشند و در این روند، کاربران نمره، امتیاز و اعتبار که در واقع شکلی از بازی نمایی است بدست می‌آورند.

بخش‌های برجسته استک اکسچنج شامل سایت‌هایی است که بر فیزیک، بازی ویدئویی، و ثبت اختراع تمرکز دارند.
همه محتوای تولید شده توسط کاربر (پرسش و پاسخ)هایی که روی شبکه استک اکسچنج قرار می‌گیرند تحت مجوز کرییتیو کامنز شامل کپی رایت(حق تکثیر) هستند.

## تکنولوژی‌های مورد استفاده
استک اکسچنج از آی‌آی‌اس، مایکروسافت اس‌کیوال سرور، و ای اس پی دات نت استفاده می‌کند.

## دسته بندی سایتها
استک اکسچنج  متشکل از حدود 180 سایت در زمینه های زیر است:
- تکنولوژی
- فرهنگی/باز افرینی
- زندگی/هنر
- علم
- حرفه ای
- کسب و کار

## ده سایت برتر بر اساس سوال های مطرح شده
لیست زیر شامل ده سایت برتر استک اکسچنج می باشد:
- Stack Overflow
- Mathematics
- Super User
- Ask Ubuntu
- Server Fault
- Unix & LinuxStack Overflow на русском
- TeX - LaTeX
- Unix & Linux
- Cross Validated
- Physics